# Alpina solymossyi
Alpina solymossyi är en fjärilsart som beskrevs av Dioszeghy 1930. Alpina solymossyi ingår i släktet Alpina och familjen mätare. Inga underarter finns listade i Catalogue of Life.